# ائرو ال-۲۹ دلفین
ائرو ال-۲۹ دلفین (به چکی: Aero L-29 Delfín) یک هواپیمای آموزشی با موتور جت ساختِ آئرو ودوخودی است که در سال ۱۹۶۳–۱۹۷۴ ساخته شد. نخستین استفاده‌کنندهٔ این هواپیما نیروی هوایی شوروی بوده‌است. این هواپیما در ۵ آوریل ۱۹۵۹ میلادی نخستین پرواز خود را انجام داد.
از این هواپیما در دههٔ ۱۹۶۰ به‌عنوان هواپیمای آموزشی در کشورهای عضور پیمان ورشو استفاده شد

## استفاده‌کنندگان

### استفاده‌کنندگان نظامی فعلی

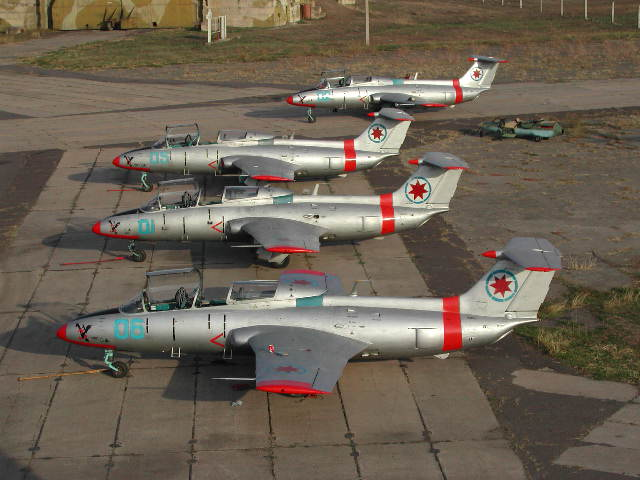
ال-۲۹ نیروی هوایی گرجستان.

آنگولانیروی هوایی ملی آنگولا - در دسامبر ۲۰۱۲ ۶ فروند.
 جمهوری آذربایجاننیروی هوایی جمهوری آذربایجان
 گرجستاننیروی هوایی گرجستان - در دسامبر ۲۰۱۲ ۴ فروند.
 گینهارتش گویان
 مالینیروی هوایی مالی - در دسامبر ۲۰۱۲ ۶ فروند.
 تاجیکستاننیروی هوایی تاجیکستان
 Novorossiya (confederation)۱ فروند.

### استفاده‌کنندگان نظامی سابق
افغانستاننیروی هوایی افغانستان بین سال‌های ۱۹۷۸ تا اواخر ۱۹۹۹میلادی ۲۴ فروند.
 ارمنستاننیروی هوایی ارمنستان
 بلغارستاننیروی هوایی بلغارستان بین سال‌های ۱۹۶۳ تا ۱۹۷۴ میلادی ۱۰۲ فروند. از سال ۲۰۰۲ بازنشسته شدند.
 جمهوری چکنیروی هوایی چک
 چکسلواکینیروی هوایی چکسلواکی
 آلمان شرقینیروی هوایی آلمان شرقی
 مصرنیروی هوایی مصر
 غنانیروی هوایی غنا
 مجارستاننیروی هوایی مجارستان
 اندونزینیری هوایی اندونزی
 عراقنیروی هوایی عراق
نیروی هوایی لیبی منازعه چاد و لیبی
 نیجریهنیروی هوایی نیجریه
 رومانینیروی هوایی رومانی
 اسلواکینیروی هوایی اسلواکی
 سوریهنیروی هوایی سوریه
 اوگاندانیروی هوایی اوگاندا
 اوکرایننیروی هوایی اوکراین
 ویتنامنیروی هوایی خلق ویتنام
 ایالات متحده آمریکانیروی دریایی ایالات متحده آمریکا
 اتحاد جماهیر شوروی
- DOSAAF
- نیروی هوایی شوروی

### استفاده‌کنندگان پروازهای داخلی
آرژانتین
 استرالیا
 جمهوری چک
 دانمارک
 نیوزیلند
 نروژ
 اسلواکی
 آفریقای جنوبی
 ایالات متحده آمریکا